# José Bento Pessoa
José Bento Pessoa (né le 7 mars 1874 à Figueira da Foz, et mort le 7 juillet 1954 à Lisbonne) était un coureur cycliste portugais. Il fut à l'époque détenteur du record du monde des 500 mètres, et remporta en 1897 le championnat d'Espagne sur route. Il est également été l'un des membres fondateurs du Ginásio Club Figueirense. Le stade de football de sa ville natale Estádio Municipal José Bento Pessoa porte son nom en son honneur.

## Biographie
José Bento Pessoa a commencé sa carrière sportive avec la natation, l'athlétisme et l'aviron, avant de devenir un footballeur actif en tant que gardien de but. Après une fracture de la cheville, un médecin lui a conseillé la pratique du vélo, l'une des rares sports praticable avec sa blessure. En 1891, à l'âge de 17 ans, il assiste à une course cycliste et développe dès lors une grande ambition sportive.
De 1892 à 1905, il a couru en Espagne, France (Paris), Belgique (Gand), Suisse (Genève), Italie (Turin), Allemagne (Berlin) et au Brésil (État du Pará). En Espagne, dans Vigo, la Corogne, Séville, Bilbao, Salamanque, Avila et Madrid. Dans la capitale de l'Espagne a eu de cesse de huit mois et, à Paris, deux ans. En mai 1897, à l'ouverture du vélodrome de Chamartin, à Madrid, il remporte les internationaux de piste et bat le record du monde des 500 mètres, qui appartenait alors au Français Edmond Jacquelin, en réduisant le temps de 34,6 à 33,2 secondes.
En Espagne, il devient une idole, car en 68 courses, il les gagne tous. Le 10 avril 1898, au Vélodrome de Genève, en Suisse, devant 20 000 personnes, battu l'invincible champion suisse Théodore Champion. Il gagnerait d'autres courses à Paris, et peut-être le plus haut point de sa carrière, à 8 mai 1898 en Berlin, le Grand Prix Zimmerman, à l'époque, la course vélocipède la plus importante d'Europe, en l'honneur de Arthur Augustus Zimmerman, remportant le champion du monde Willy Arend.(...) A remporté le grand nombre de médailles et d'objets d'art, et entre le prix d'argent qu'il avez obtenu le compte-si qui a gagné dans l'État de Pará – 10 contes forte.
(...) Quand la nouvelle de la victoire est venu à leur terre, l'enthousiasme de la Figueira da Foz à s'élargir à des manifestations bruyantes et festive: de la philharmonie, la façade du Théâtre le Prince illuminée, il y a eu des marches, au flambeaux – folie. Et lorsque le champion est venu pour se reposer – un-moitié Figueira allait honorer. Arrivés à la gare du chemin de fer à aller à la maison sur les épaules des plus enthousiastes. Ce qui s'est passé, par exemple, lorsque, peu de temps après la défaite de José Bento, aux fêtes de Saint-Jean de 1901, il est retourné à Porto, où il a remporté deux fois José Dionísio dans le vélodrome Maria Amélia.
(...) Le 1er septembre 1901, le club des cyclistes dans le pays rendre hommage au grand champion. Pour lui donner un message et d'un don, ont organisé le courier cycliste de Lisbonne-Figueira.
José Bento Pessoa n'était pas seulement un champion du monde, le plus grand cycliste de la vitesse de son temps, mais aussi un entraîneur compétent.

## Palmarès
- 1897
  -  Champion du Portugal de vitesse
  - Détenteur du Record du Monde des 500m
  - Championnat d'Espagne sur route
  - 68 victoires en 68 courses en Espagne
- 1898
  - Grand Prix Zimmerman
- 1901
  -  Champion du Portugal de vitesse
- 1905
  -  Champion du Portugal de vitesse